# Riley MPH
Der Riley MPH war ein Sportroadster, den Riley 1934 herausbrachte.

## Beschreibung
Alle eingesetzten Motoren waren Sechszylindermotoren mit OHV-Ventilsteuerung, zwei SU-Vergasern und einer Verdichtung von 7,1 : 1. Es gab folgende Versionen:
- 1458 cm³ (vom Riley 12/6)
- 1633 cm³ (vom Riley 14-6)
- 1726 cm³ (vom Riley 15/6)

Der 1,6-l-Motor entwickelte 50 bhp (37 kW). Der 1,7-Liter leistete 56 bhp (41 kW) und erreichte eine Höchstgeschwindigkeit von 143 km/h. Die Kunden konnten zwischen einem manuell zu schaltenden Vierganggetriebe und einem ENV-Vorwahlgetriebe wählen. Angetrieben wurden die Hinterräder.
Die Längsträger des Rahmens lagen unterhalb der Hinterachse (Underslung), um die Höhe des Fahrzeugs gering zu halten. Die beiden Starrachsen hingen an halbelliptischen Blattfedern, deren Auslegung der des Riley-Rennwagens entsprach, der 1933 für die RAC Tourist Trophy gebaut wurde. Die vier Trommelbremsen mit 381 mm Durchmesser waren seilzugbetätigt. Die Karosserie bestand aus einem Gerippe aus Eschenholz, das mit Aluminium beplankt wurde. Zur Verminderung des Luftwiderstandes konnte die Windschutzscheibe nach vorne umgelegt werden.
Der Verkaufspreis lag bei £ 550. Vermutlich wurden nur 15 Exemplare des MPH hergestellt, von denen 14 heute noch erhalten sein sollen. Allerdings wurden etliche Replikas gebaut. 1935 wurden alle Modelle eingestellt. Nachfolger war der Riley Sprite.
Zwei Riley 6/12 MPH Racing belegten bei den 24 Stunden von Le Mans 1934 mit 200 bzw. 199 Runden die Plätze zwei und drei im Gesamtklassement.